# مدمنهام
مدمنهام (به انگلیسی: Medmenham) یک روستا و محله مدنی در بریتانیا است که در های ویکام واقع شده‌است. مدمنهام ۹۶۰ نفر جمعیت دارد.